# جو يونغ (لاعب كرة قدم أمريكية)
جو يونغ (بالإنجليزية: Joe Young)‏ هو لاعب كرة قدم أمريكية أمريكي، ولد في 3 أغسطس 1933 في شيكاغو في الولايات المتحدة.

## وصلات خارجية
- جو يونغ على موقع مرجع كرة القدم المحترفة.كوم (الإنجليزية)